# Episodi di Kommissar Freytag (prima stagione)
La prima stagione della serie televisiva Kommissar Freytag è stata trasmessa in anteprima in Germania tra il 6 dicembre 1963 e il 19 giugno 1964.
| nº | Titolo originale           | Titolo italiano | Prima TV Germania | Prima TV Italia |
| -- | -------------------------- | --------------- | ----------------- | --------------- |
| 1  | Indiz im Schulterblatt     | inedito         | 6 dicembre 1963   | inedito         |
| 2  | 'Nur' ein Verkehrsunfall   | inedito         | 20 dicembre 1963  | inedito         |
| 3  | Mit Bewährungsfrist        | inedito         | 3 gennaio 1964    | inedito         |
| 4  | Feuer im Büro              | inedito         | 17 gennaio 1964   | inedito         |
| 5  | Treffpunkt Rolltreppe      | inedito         | 21 gennaio 1964   | inedito         |
| 6  | Weisser Marmor aus Athen   | inedito         | 31 gennaio 1964   | inedito         |
| 7  | Der rettende Stempel       | inedito         | 28 febbraio 1964  | inedito         |
| 8  | Ein 'Sergeant' greift ein  | inedito         | 13 marzo 1964     | inedito         |
| 9  | Vergangenheit gegen bar    | inedito         | 10 aprile 1964    | inedito         |
| 10 | Der Lodenmantel            | inedito         | 24 aprile 1964    | inedito         |
| 11 | Teurer Umzug               | inedito         | 8 maggio 1964     | inedito         |
| 12 | Spur nach Berlin           | inedito         | 22 maggio 1964    | inedito         |
| 13 | Dora tanzt - Richard hängt | inedito         | 19 giugno 1964    | inedito         |